# Alto Representante General del Mercosur
El alto representante general del Mercosur (ARGM) fue el máximo representante del Mercado Común del Sur.
Fue creado a partir de la decisión 63/2010 como parte del Consejo del Mercado Común (CMC). Tenía la función de presentar propuestas para el funcionamiento y desarrollo de la integración, además de coordinar los trabajos de observación electoral y del plan de acción del Estatuto de la Ciudadanía del Mercosur, y representación del organismo en reuniones con otras organizaciones y bloques internacionales. El cargo era ejercido durante un período de tres años, renovable por una sola vez, respetando en la designación la rotación de nacionalidades.
En su historia, el cargo fue ejercido por tres brasileños. En 2017 tuvo un presupuesto aproximado de 531.000 dólares estadounidenses.
En junio de 2017, el ministro de Relaciones Exteriores de Paraguay, Eladio Loizaga, en lugar de designar un nuevo alto representante por su país, propuso la eliminación del cargo por «sobreposición de funciones». Así, el Grupo Mercado Común ordenó al Grupo de Análisis Institucional del Mercosur la elaboración de una norma para la supresión del cargo. La medida fue criticada por el último titular, el Dr. Rosinha, y el uruguayo Daniel Caggiani, vicepresidente del Parlamento del Mercosur.
Finalmente, en julio de 2017, mediante la decisión 06/17 del CMC, se eliminó el cargo. La administración de los recursos materiales y financieros y algunas funciones fueron trasladas a la Secretaría del Mercosur. La resolución fue ratificada por los presidentes del organismo en una reunión realizada en la Ciudad de Mendoza, Argentina.

## Titulares

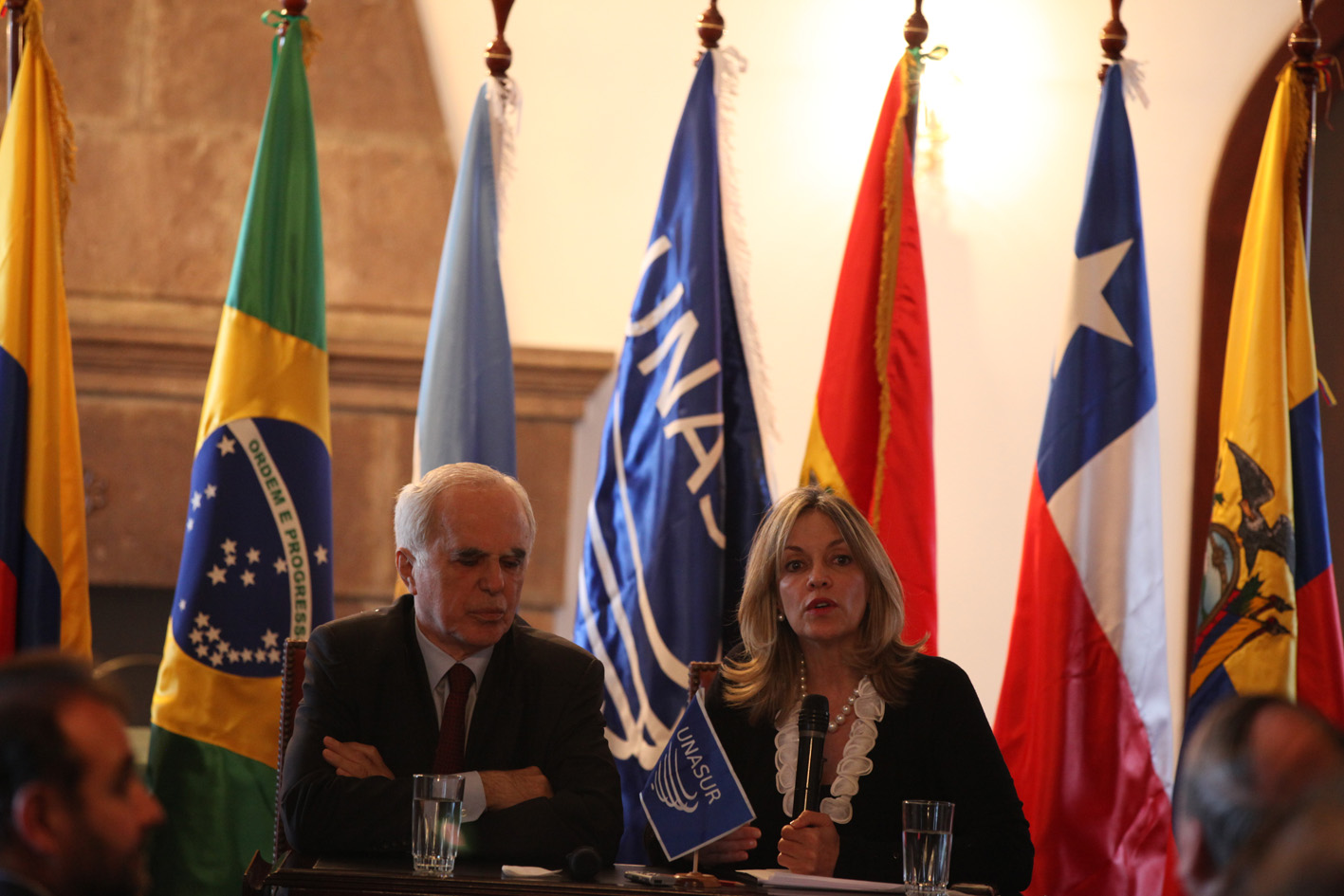
En 2011, el alto representante general del Mercosur, Samuel Guimarães, en una visita a la sede de la Unasur y en compañia de la secretaria general de este último órgano, María Emma Mejía Vélez

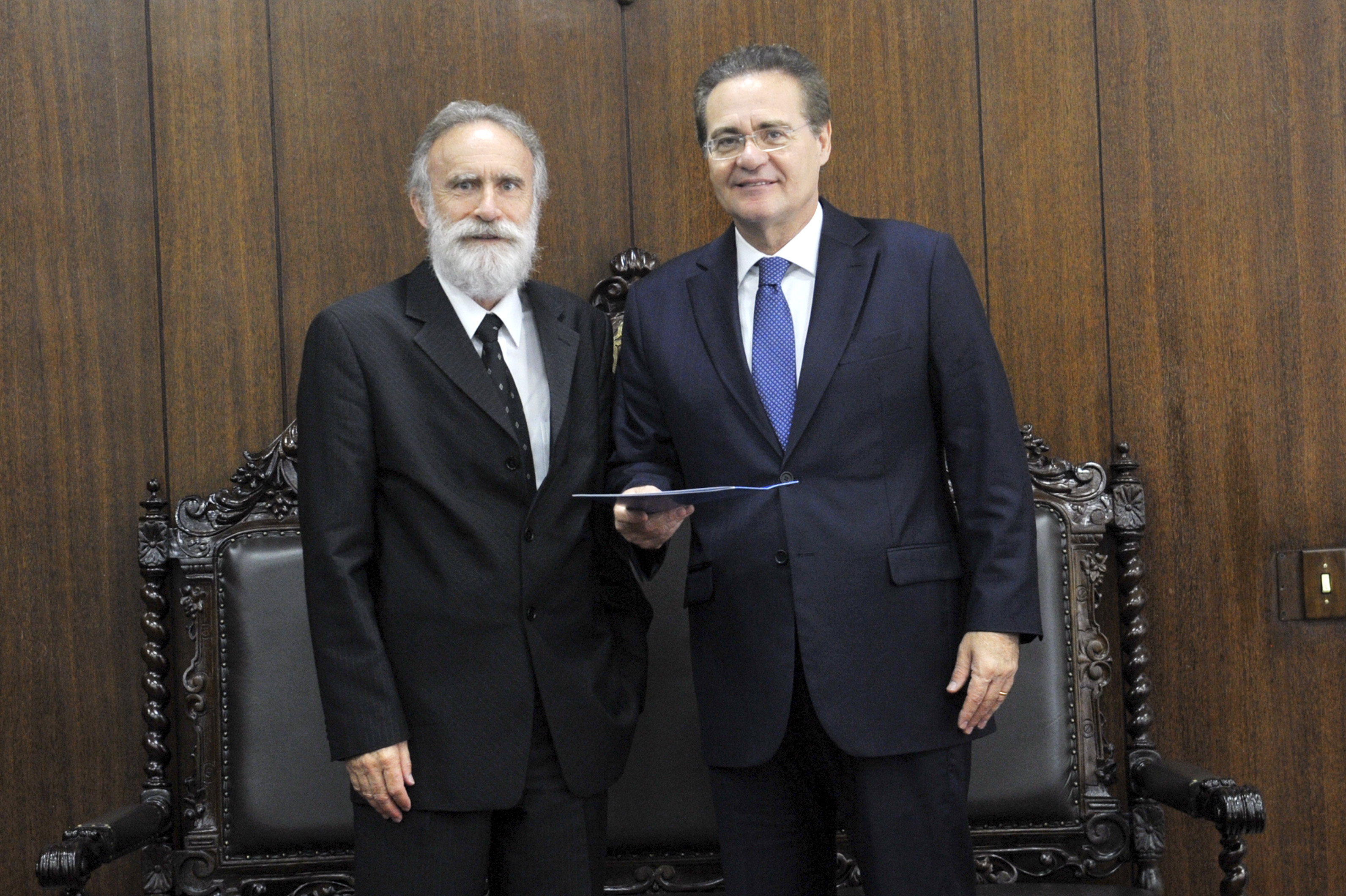
En 2015, el alto representante general del Mercosur, el Dr. Rosinha, en visita al Senado Federal de Brasil y en compañía de su presidente, Renan Calheiros.

| Nº | Foto | Atlo representante | País   | Inicio                | Fin                   |
| 1  |      | Samuel Guimarães   | Brasil | 19 de enero de 2011   | 28 de junio de 2012   |
| 2  |      | Ivan Ramalho       | Brasil | 30 de julio de 2012   | 24 de febrero de 2015 |
| 3  |      | Dr. Rosinha        | Brasil | 25 de febrero de 2015 | 31 de enero de 2017   |